# Daniel Piechaczek
Daniel Piechaczek (* 10. September 1974 in Racibórz, Polen) ist ein professioneller Eishockey-Schiedsrichter, der bei der Deutschen Eishockey Liga beschäftigt war und dem ERSC Ottobrunn zugeordnet war. Seit der Saison 2014/2015 pfiff er für den HC Landsberg. Seit 2021 arbeitet er als Schiedsrichter und Schiedsrichter-Beobachter bei der Swiss Ice Hockey Federation.

## Karriere
Daniel Piechaczek wurde in Racibórz, Polen, geboren, wuchs aber in Geretsried auf.
Nachdem er selbst als Spieler in der Saison 94/95 in der damals zweitklassigen 1. Liga Süd für den TuS Geretsried als Verteidiger zum Einsatz kam, begann Daniel Piechaczek 1998, parallel zum Maschinenbaustudium, seine Karriere als Eishockeyschiedsrichter im BEV. Schon zwei Jahre später erhielt er die Lizenz als DEB-Schiedsrichter für den Bereich der drei höchsten Ligen. Seit 2001 war er Linesman in der DEL, ein Jahr später bekam er die Hauptschiedsrichter-Lizenz für Deutschlands höchste Spielklasse. Im Rahmen des DEL-Schiedsrichter-Trainee-Programms absolvierte der Unparteiische den renommierten Level-VI-Lehrgang in Kanada. Vom 1. Januar 2007 bis zum Ende der Saison 2019/2020 zählte er zu den Profi-Schiedsrichtern der DEL. Da sein Vertrag aufgrund der COVID-19-Pandemie nicht verlängert wurde, wechselte er als Schiedsrichter und -Beobachter in die Schweiz.
Bei internationalen Turnieren sammelte er 2006 erste Erfahrungen: Die IIHF nominierte ihn für die U18-Weltmeisterschaft 2006 (Division I Gruppe B) und ein Jahr später für die U20-WM (Division I Gruppe A). Außerdem leitete er das Finale des Deutschland Cups 2006 und das DEL All-Star Game 2007. Seitdem leitete Piechaczek neben diversen WM-Spielen unter anderem Spiele der Olympischen Winterspiele 2014 und das Finale der Champions Hockey League 2017/18.